# Pohlhof

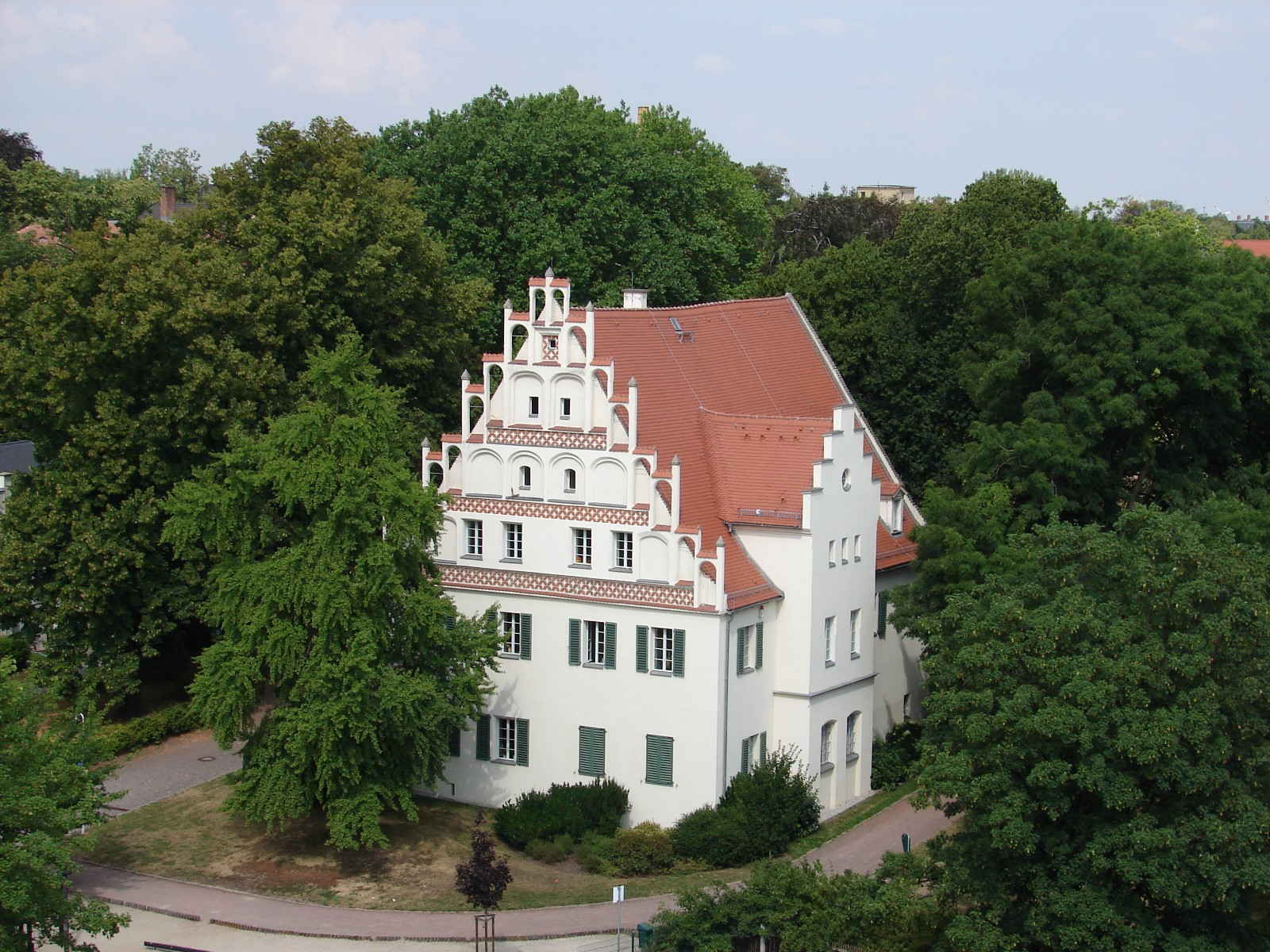
Der Pohlhof

Der Pohlhof liegt in der Stadt Altenburg im Landkreis Altenburger Land in Thüringen. Der frühere Freihof ist das letzte erhaltene Rittergut der Stadt.
Er liegt an den Überresten der Altenburger Stadtmauer und ist Zeugnis des ländlichen Charakters der Stadt in der Zeit vor der Industrialisierung.

## Geschichte
Das Hauptgebäude wurde wahrscheinlich schon um 1400 erbaut; sein heutiges Äußeres mit dem markanten Renaissance-Treppengiebel und dem alten Park erhielt das Anwesen vermutlich ab dem 16. Jahrhundert. Bernhard von Lindenau wurde in dem Haus geboren, er wohnte, wirkte und starb hier.
Von 1845 bis 1846 ließ Lindenau auf dem Pohlhof durch den Leipziger Architekten Albert Geutebrück für seine Kunstsammlung ein Ausstellungsgebäude errichten. Es wurde 1876 nach der Eröffnung des bis heute genutzten Museumsbaus im Schlosspark abgerissen.
Heute befindet sich in dem Hauptgebäude das Altenburger Standesamt.